# Gertrud Wysse Hägg
Gertrud Wysse Hägg, verheiratete Wysse Feininger (* 8. Mai 1912 in Stockholm; † 3. März 2006 in New York City) war eine schwedische Schülerin am Bauhaus, Grafikerin, Porzellanmalerin und Illustratorin. Wysse Feininger war die Ehefrau des amerikanischen Fotografen Andreas Feininger. Im Jahr 1939 emigrierte Wysse Feininger mit ihrer Familie in die Vereinigten Staaten und lebte und arbeitete hier bis zu ihrem Tod.

## Leben und Werk
Nach ihrem Abitur an der Französischen Schule in Stockholm begann sie ihre künstlerische Ausbildung an der Kunstgewerbeschule in Stockholm. Seit 1931 studierte sie am Bauhaus in Dessau Grafikdesign. In Dessau arbeitete sie in der Druckwerkstatt. Hier lernte sie Andreas Feininger, den ältesten Sohn des Malers Lyonel Feininger und seiner Frau Julia kennen.
Nach der Schließung des Bauhauses in Dessau kehrte sie 1933 nach Schweden zurück und entwarf für die schwedische Porzellanmanufaktur Gustavsberg, bei der ihr Onkel Wilhelm Kåge als künstlerischer Leiter tätig war, verschiedene Porzellandekore. Zu den bekanntesten von ihr entworfenen Dekore zählen Tomtenisse, Gullebarn und Ballon, die heute im Schwedischen Nationalmuseum in Stockholm ausgestellt sind.
Im Juli 1933 folgte ihr Andreas Feininger nach Schweden, nachdem es ihm nicht gelungen war, in Paris eine Arbeitserlaubnis zu erhalten. Wysse Hägg heiratete am 30. August 1933 Andreas Feininger, ihr gemeinsamer Sohn Tomas wurde am 21. September 1935 geboren.
Nachdem ihr Mann als ausländischer Architekt auch in Schweden keine Anstellung gefunden hatte, wandte er sich der Architekturfotografie zu und veröffentlichte 1934 sein erstes Fotobuch Menschen vor der Kamera. Nach Ausbruch des Zweiten Weltkrieges verlor Feininger als Ausländer auch in Schweden seine Arbeitserlaubnis. Ende 1939 entschloss sich die Familie zu Emigration. Sie verließen am 6. Dezember 1939 mit dem Passagierschiff Oslofjord über Bergen Europa und ließen sich zunächst in New York nieder, wohin bereits 1937 Lyonel und Julia Feininger geflüchtet waren.
In den Vereinigten Staaten arbeitete Wysse Feiniger hauptsächlich als Werbezeichnerin und Illustratorin für Kinderbücher sowie seltener als Designerin für Kleidung. Hauptsächlich assistierte sie jedoch ihrem Mann seit 1943 bei seinen mehreren hundert Fotoreportagen, hauptsächlich für das Life-Magazin. Nach dem Tod von Andreas Feininger kuratierte sie Ausstellungen und verwaltete seinen Nachlass.
Bis zu ihrem Tod lebte und arbeitete sie in New York. Am 3. Mai 2006 starb Wysse Feininger in ihrem Appartement in Manhattan.

## Rezeption
Die Porzellanentwürfe für die Manufaktur Gustavsberg von Wysse Feininger werden in verschiedenen Dauerausstellungen von Kunstgewerbemuseen, u. a. im Schwedischen Nationalmuseum und in Sonderschauen, wie 2015 im Leipziger Grassi Museum in der Ausstellung Tischkultur am Morgen oder 2019 im Rian Designmuseum in Falkenberg Att forma det moderna - Bauhaus 100 år gezeigt.
Im Jahr 2019 widmete die Lyonel Feininger-Galerie in Quedlinburg die Sonderausstellung Die Feiningers. Ein Familienbild am Bauhaus der künstlerischen Entwicklung der Familie Feininger. Ein Part der Ausstellung nimmt dabei auch der künstlerische Werdegang von Gertrud Wysse Hägg-Feininger ein.